# Campionati europei di 49er & 49er FX 2025
I Campionati europei di 49er & 49er FX 2025 si sono svolti a Salonicco, in Grecia, dal 3 3 all'8 giugno.

## Podi
| Evento  | Oro                                 | Argento                                      | Bronzo                              |
| 49er    | Spagna Martín Wizner Jaime Wizner   | Regno Unito William Pank Thommie Grit        | Israele Tal Sade Maor Abu           |
| 49er FX | Germania Marla Bergmann Hanna Wille | Polonia Aleksandra Melzacka Sandra Jankowiak | Belgio Isaura Maenhaut Anouk Geurts |

## Medagliere
| Posiz. | Nazione     | Oro | Argento | Bronzo | Totale |
| ------ | ----------- | --- | ------- | ------ | ------ |
| 1      | Spagna      | 1   | 0       | 0      | 1      |
| 1      | Germania    | 1   | 0       | 0      | 1      |
| 3      | Regno Unito | 0   | 1       | 0      | 1      |
| 3      | Polonia     | 0   | 1       | 0      | 1      |
| 5      | Israele     | 0   | 0       | 1      | 1      |
| 5      | Belgio      | 0   | 0       | 1      | 1      |
| Totale | Totale      | 2   | 2       | 2      | 6      |